# Heidi Goossens
Heidi Goossens (Herentals, 13 april 1969) is een Belgisch voormalig judoka.

## Levensloop
Goossens werd vijfmaal Belgisch kampioene (1987, 1988, 1991, 1993 en 1999). Op de Europese kampioenschappen van 1992 behaalde ze brons en op het EK van 1995 zilver. Daarnaast nam ze tweemaal deel aan de Olympische Spelen, met name in 1992 en 1996. In 1992 werd ze er twinstigste en in 1996 achttiende.